# Rodolfo di Salis
Rodolfo di Salis (... – 14 settembre 1515) è stato un mercenario svizzero.

## Biografia
Soprannominato "il Lungo", appartenne alla nobile famiglia Salis.
Sotto le bandiere del ducato di Milano, in Italia partecipò con Kaspar von Silenen alla battaglia di Novara del 1513 e alla battaglia di Marignano del 1515, dove rimase ucciso da un colpo di archibugio.